# Eiji Hanayama
Eiji Hanayama (花山 英二 Hanayama Eiji?,  nacido el 21 de agosto de 1977 en Tochigi) es un exfutbolista japonés. Jugaba de defensa y su último club fue el Tochigi SC de Japón.

## Trayectoria

### Clubes
| Club           | País  | Año         |
| -------------- | ----- | ----------- |
| Urawa Reds     | Japón | 1996 - 1997 |
| Gamba Osaka    | Japón | 1998        |
| Vegalta Sendai | Japón | 1999        |
| Tochigi SC     | Japón | 2003 - 2005 |